# 球形伪盘肠蚤
球形伪盘肠蚤（学名：Pseudochydorus globosus）为盘肠蚤科伪盘肠蚤属的动物。分布于日本、印度尼西亚、瑞典、丹麦、芬兰、瑞士、英国、德国、法国、俄罗斯、拉丁美洲、大洋洲以及中国大陆的浙江、江苏、江西、湖北、河北、吉林、云南、甘肃、新疆等地，一般栖息于湖泊沿岸和坑塘中。